# Folkfront
Folkfront är en allmän beteckning på politiska rörelser som har haft olika innehåll vid olika tidpunkter. Ursprungligen var folkfront ett namn för koalitioner som bestod av både socialistiska och kommunistiska grupper samt "progressivt borgerliga" grupper som var närmare den politiska mitten. Därmed är folkfronter mer inklusiva än enhetsfronter, som enbart består av arbetarklasspartier.

## Bakgrund
Under 1930-talet var folkfronter i olika länder normalt breda socialistiska rörelser som ofta visade en stor sympati med Sovjetunionen och hade en tydligt antifascistisk inriktning. Normalt skapades de på kommunistiskt initiativ men kunde inkludera alltifrån socialdemokrater och fackföreningsfolk till liberaler. Komintern hade i början av 1930-talet fördömt de socialistiska partier i Europa som inte sällade sig till Stalin för att vara "socialfascistiska", men ändrade år 1934 taktik till att försöka samla så brett politiskt stöd som möjligt för att bekämpa ökat fascistiskt inflytande.

### Folkfronter under mellankrigstiden
I Frankrike grundades Front populaire 1934 som omfattade samtliga vänsterpartier från kommunister till radikala socialister. I Spanien fanns Frente popular, en allmän vänsterkoalition som stödde republiken i spanska inbördeskriget. Även i Chile fanns en så kallad Frente popular, som var en sammanslutning mellan fackföreningar och olika vänsterpartier åren 1937–1941.
I Storbritannien försökte Labour tillsammans med Liberala partiet, Independent Labour Party och Storbritanniens kommunistiska parti bilda en folkfront för att ena sitt motstånd mot den konservativa regeringens eftergiftspolitik mot Nazityskland. Inbördes splittring mellan liberaler och socialister visade dock på instabiliteten i dessa koalitioner och det brittiska försöket gav inget resultat.

## Icke-kommunistisk användning
Vid sidan av den vänsterpolitiska betydelsen har begreppet "folkfront" vid olika tider använts av rörelser med annan politisk hemvist, alla dock med ambitionen att representera och ena ett folk för sin politik. Under 1980-talet kom namnet "folkfront" att användas för de folkrörelser för nationellt oberoende som bildades i icke-ryska delar av Sovjetunionen. De fick en stor betydelse för frigörelsen från Sovjetunionen, och många ledande krafter i dessa folkfronter bidrog sedan till utvecklandet av liberal demokrati, marknadsekonomi och en ökad öppenhet i de nya länderna. Se vidare Rahvarinne, Latvijas Tautas Fronte och Sąjūdis.
I Sverige gick det högerextrema Svenskarnas parti under namnet "Folkfronten" mellan 2008 och 2009.